# 巴西共和国成立
共和国成立（葡萄牙語：  Proclamação da República）是一场導致巴西帝國被推翻、佩德罗二世統治被終結的军事政變。

## 巴西共和運動
1822年巴西独立，同時巴西帝国成立。1823年至1824年，共和派在伯南布哥等6省发动起事。1833年起，巴拉那、南里奥格兰德、巴伊亚各省都爆發起事，而且都成立了共和国。不過最後都被鎮壓。
1850至80年代，巴西境內出現废奴协会和共和俱乐部。1870年11月，里约热内卢境內出現共和俱乐部，該俱樂部发表共和宣言，反對巴西帝國。1873年，圣保罗境內出現共和党。1888年5月13日，巴西帝国政府宣布废除奴隶制。同時军队中有许多中下级军官支持共和运动。

## 政變
1889年11月15日，由德奧多羅·達·豐塞卡率領的一群巴西帝国陆军军官在巴西帝国的首都里约热内卢发动了政变，他們进入陆军部，宣布巴西帝國政府已被推翻，同時要求皇帝佩德罗二世離開巴西。共和派來到里约热内卢議會，宣佈巴西合众国成立。隨即德奧多羅·達·豐塞卡出任巴西总统。11月15日日後成為巴西的共和国成立日，當天也是巴西节假日。